# Ninjababy
Pour plus de détails, voir Fiche technique et Distribution.
Ninjababy est un film norvégien réalisé par Yngvild Sve Flikke, sorti en 2021.

## Synopsis
Rakel, 23 ans, a plein de projets, mais découvre qu'elle est enceinte. Elle veut confier son futur enfant à l'adoption et c'est alors qu'apparaît Ninjababy, un personnage sorti de son carnet de notes.

## Fiche technique
- Titre : Ninjababy
- Réalisation : Yngvild Sve Flikke
- Scénario : Johan Fasting, Yngvild Sve Flikke et Inga Sætre
- Musique : Kåre Vestrheim
- Photographie : Marianne Bakke
- Montage : Karen Gravås
- Production : Yngve Sæther
- Société de production : Motlys
- Société de distribution : Wild Bunch Distribution (France)
- Pays :  Norvège
- Genre : Comédie dramatique
- Durée : 103 minutes
- Dates de sortie : 
  -  Norvège : 21 mai 2021
  -  France : 21 septembre 2022

## Distribution
- Kristine Kujath Thorp : Rakel
- Arthur Berning : Pikkjesus
- Nader Khademi : Mos
- Tora Christine Dietrichson : Ingrid
- Silya Nymoen : Mie
- Herman Tømmeraas : Ninjababy (voix)

## Distinctions
Le film a été nommé pour onze prix Amanda et en a reçu quatre : meilleur réalisateur, meilleure actrice pour Kristine Kujath Thorp, meilleur second rôle masculin pour Nader Khademi et meilleur scénario.